# Prosopocera bivitticollis
Prosopocera bivitticollis là một loài bọ cánh cứng trong họ Cerambycidae.